# Stephen Elvey
Pour les articles homonymes, voir Elvey.
Stephen Elvey, né en juin 1805 et mort en octobre 1860, est un organiste et compositeur britannique.

## Biographie
Stephen Elvey est le frère aîné, et pendant un certain temps, le professeur de George Elvey. Il naît à Canterbury en juin 1805 et reçoit une formation de choriste de la cathédrale auprès de Highmore Skeats. En 1830, il succède à Bennett comme organiste au New College (Oxford) et se fait une réputation pour son jeu. Il est organiste à l'église universitaire Sainte-Marie-la-Vierge et à partir de 1846, organiste du St John's College.
Alors que William Crotch exerce simultanément les fonctions de professeur de musique et chorège à Oxford, Elvey est adjoint dans tous les domaines du professorat pendant quelques années jusqu'à la mort de Crotch à la fin de 1847. En 1848, les fonctions sont réparties. Sir Henry Rowley Bishop devient professeur et Elvey chorège. Il conserve ses fonctions jusqu'à sa mort en octobre 1860 à l'âge de cinquante-cinq ans.

## Compositions
Son Evening Service in continuation of Croft's Morning Service in A date d'environ 1825 alors qu'Elvey est clerc laïc à la cathédrale de Canterbury. L'Oxford Psalm Book (1852) qui contient six airs originaux, est inspiré par l'« attention croissante portée à la musique montrée par le caractère congrégationnel du chant avant les sermons universitaires ». The Psalter, ou Canticles and Psalms of David, Pointed for Chanting upon a New Principle (1856) et les Canticles (1858) sont édités de nombreuses fois.